# Énalapril
L'énalapril (vendu sous les marques Renitec et Vasotec) est un médicament de la classe des inhibiteurs de l'enzyme de conversion (IEC) utilisé dans le traitement de l'hypertension artérielle  et de certaines insuffisances cardiaques chroniques. 

## Indications
Cette classe de médicament est utilisée principalement dans l'hypertension artérielle. Certains sont également utilisés dans l'insuffisance cardiaque, dans certaines insuffisances rénales ou en prévention secondaire après un infarctus du myocarde.

## Mode d'action
Les inhibiteurs de l'enzyme de conversion bloquent la production d'angiotensine II, puissant vasoconstricteur, et aboutissent donc à une diminution de la résistance artérielle.

## Divers
L'énalapril fait partie de la liste des médicaments essentiels de l'Organisation mondiale de la santé (liste mise à jour en avril 2013).